# یومری‌تپه
یومری تپه مربوط به دوره ساسانیان - سده‌های اولیه دوران‌های تاریخی پس از اسلام است و در شهرستان میانه، بخش کاغذ کنان، دهستان قافلانکوه شرقی، ۲ کیلومتری شمال روستای چلاقلو واقع شده و این اثر در تاریخ ۲۷ اسفند ۱۳۸۷ با شمارهٔ ثبت ۲۶۳۹۲ به‌عنوان یکی از آثار ملی ایران به ثبت رسیده است.